# مارك بالينغر
مارك بالينغر (بالإنجليزية: Mark Ballinger)‏ هو لاعب كرة قاعدة أمريكي، ولد في 31 يناير 1949 في غلينديل في الولايات المتحدة، وتوفي في 13 يونيو 2014 في أوكيتشوبي في الولايات المتحدة.

## وصلات خارجية
- مارك بالينغر على موقعبيزبول رفرنس.كوم (الدوري الرئيسي) (الإنجليزية)